# Janusz Kulig
Janusz Kulig (1969. október 19. – 2004. február 13.) lengyel autóversenyző, háromszoros lengyel ralibajnok.

## Pályafutása
1999 és 2003 között tizenegy világbajnoki versenyen állt rajthoz. 2003-ban benevezett az N csoportos világbajnokság értékelésébe, ahol egy harmadik és egy negyedik helyezést szerzett az szezon alatt. Végül a nyolcadik helyen zárta az összetett értékelést.
1999-ben, 2000-ben és 2001-ben első, 1998-ban és 1999-ben második helyen zárta a lengyel ralibajnokságot. 2001-ben továbbá a szlovák ralibajnokság győztese is volt.
A 2002-es európai ralibajnokságon Renato Travaglia mögött a második helyen zárt.

## Halála

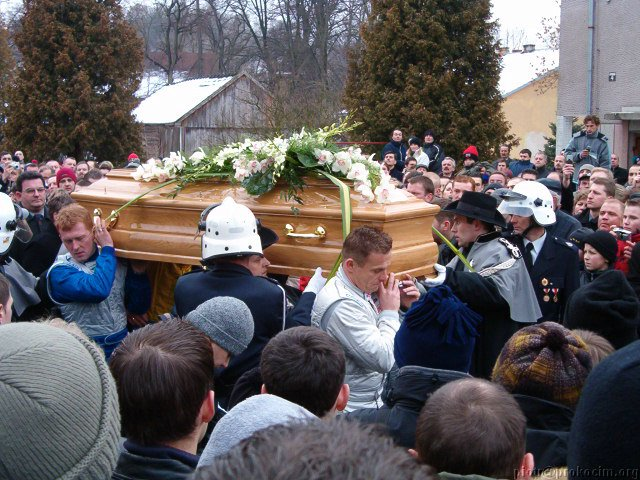
Kulig temetése

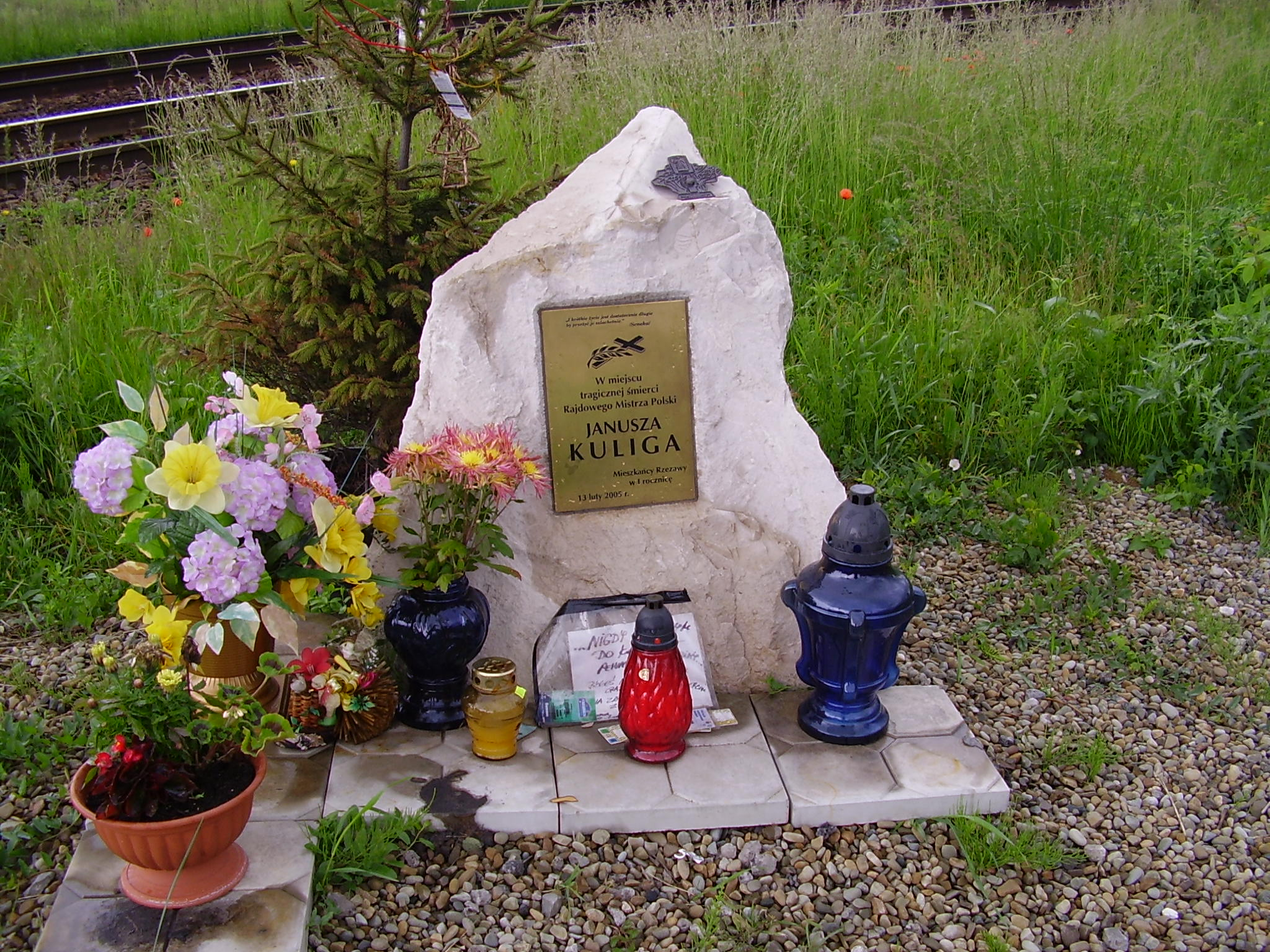
Kulig sírhelye

2004. február 13-án a Krakkó melletti Bochina közelében közuti balesetet szenvedett. Fiat Stilojával egy vasúti átjáron haladt át amikor az érkező vonat elgázolta, sérüléseibe a helyszínen belehalt.